# Robert A. Williams, Jr.
Robert A. Williams, Jr., és un advocat estatunidenc que és un escriptor notable i erudit legal en el camp de la Federal legislació ameríndia, Dret Internacional, drets dels pobles indígenes i crítica racial i la posterior teoria colonial. Williams és professora al James E. Rogers College de Dret de la Universitat d'Arizona, servint com a Professor E. Thomas Sullivan Professor de Llei i Estudis Amerindis i Director del Indigenous Peoples Law and Policy Program. També és el líder de projecte per ArizonaNativeNet, una universitat virtual dedicada a les necessitats d'educació superior de les Nacions Natives.

## Família
Williams és el fill de Robert Anthony Williams Senior i Sallie Williams. Té una germana anomenada Karen Amanda Cooper (Williams). Té una esposa i dos fills, Sam i Marley. La seva germana té quatre fills; Ben, Zac, Andrew i Kevin Cooper.

## Primers anys i educació
Williams és membre registrat de la Tribu índia Lumbee de Carolina del Nord. Es va graduar al Loyola College in Maryland el 1977 i posteriorment a la Harvard Law School el 1980.

## Carrera
Ara al James E. Rogers College of Law Williams de la Universitat d'Arizona ha establert una notable carrera en el camp del Dret Indígena dels EUA i internacional, drets dels pobles indígenes, i la teoria crítica de la raça i colonial. Ha publicat diversos llibres sobre aquests temes.
Durant l'any acadèmic 2003-2004 Williams fou nomenat el primer professor de dret visitant de la Nació Índia Oneida a la Harvard Law School. Prèviament hi havia ensenyat com a Distingit Lector Visitant de Dret Bennet Boskey.
És líder del projecte ArizonaNativeNet, una universitat virtual fundada el 2006 i dedicada a les necessitats d'educació superior de les Nacions Natives.
Williams serví com a President de la Cort d'Apel·lacions de la reserva índia de la Tribu Pascua Yaqui. També serví com a Jutge de la Cort d'Apel·lacions i judge pro tem de la Nació Tohono O'odham.
Williams ha representat grups tribals davant la Cort Interamericana de Drets Humans, la Comissió Interamericana de Drets Humans i el Grup de Treball de Poblacion Indígenes de les Nacions Unides. Va exercir com a co-assessor de Floyd Hicks en el cas Nevada v. Hicks a la Cort Suprema dels Estats Units.

## Premis i honors
Williams ha rebut premis de la John D. and Catherine T. MacArthur Foundation, de l'Open Society Institute de la Fundació Soros, del National Endowment for the Humanities, de l'American Council of Learned Societies, i del National Institute of Justice en reconeixement de la recerca i la seva defensa en nom de les tribus ameríndies i els pobles indígenes.
- 1990 Premi Anual Gustavus Meyers Human Rights Center, pel llibre sobre el tema dels prejudicis als Estats Units - The American Indian in Western Legal Thought: The Discourses of Conquest)

## Obres
- The American Indian in Western Legal Thought: The Discourses of Conquest (Oxford University Press, 1990) (received the ISBN 0-19-505022-3
- Linking Arms Together: American Indian Treaty Visions of Law and Peace, 1600-1800 (Oxford University Press, 1997). ISBN 0-19-506591-3
- Federal Indian Law: Cases and Materials (5th ed., with David Getches and Charles Wilkinson) (West, 2004). ISBN 0-314-02268-6
- Like a Loaded Weapon: The Rehnquist Court, Indian Rights and the Legal History of Racism in America (University of Minnesota Press, 2005). ISBN 0-8166-4709-7  Arxivat 2011-07-08 a Wayback Machine.